# Friedrich Stephan (Politiker, 1915)
Friedrich Stephan (* 24. November 1915 in Freistett; † 14. Mai 1997 in Offenburg) war ein deutscher Politiker  der SPD.

## Leben
Nach dem Besuch der Volksschule absolvierte Stephan eine Lehre als Schlosser und arbeitete anschließend im Bauschlosserhandwerk. Von 1934 bis 1939 leistete er Reichsarbeitsdienst und von 1939 bis 1945 nahm er als Soldat am Zweiten Weltkrieg teil, zuletzt als Leutnant der Reserve.
Stephan arbeitete nach dem Kriegsende erneut als Schlosser. Er trat in die SPD ein und wirkte seit 1947 als Sekretär für die SPD Südbaden. Daneben war er Mitglied im Gemeinderat und Bürgermeister der Gemeinde Freistett sowie Mitglied im Kreistag des Landkreises Kehl. 1947 wurde er in den Badischen Landtag gewählt, dem er bis zu dessen Auflösung 1952 angehörte. Im Anschluss war er von 1952 bis 1976 Abgeordneter des baden-württembergischen Landtages.

## Ehrungen
- 1983: Verdienstmedaille des Landes Baden-Württemberg
- Friedrich-Stephan-Stadion in Rheinau